# Cimetière national de Beverly
Le cimetière national de Beverly est un cimetière national des États-Unis situé dans la commune d'Edgewater Park Township, dans le comté de Burlington, au New Jersey. Administré par le département des États-Unis des affaires des anciens combattants, il s'étend sur 64,6 acres (26,1 ha), et à la fin de 2008, contenait plus de 49 000 inhumations.

## Histoire
Le cimetière d'origine faisait seulement un seul hectare à côté du monument du cimetière de Beverly, acheté auprès d'un résident local, en 1863, dans le but d'enterrer les victimes de l'armée de l'Union qui sont morts dans l'hôpital de l'armée des États-Unis de Beverly (qui fonctionne pendant la durée de la guerre de Sécession). Le cimetière est alors crée en 1864(p36). 
Du terrain supplémentaire est acquis en 1936, 1937, 1948 et 1951(p36). 
Il sert de lieu de sépulture uniquement pour les anciens combattants qui sont morts dans les hôpitaux de la région, jusqu'à ce que l'espace dans le cimetière national de Philadelphie à proximité soit limité, et de nombreuses inhumations auraient alors été faites à Beverly. Sur les 147 inhumations d'origine, dix demeurent inconnues(p36). Le premier ancien combattant enterré dans le cimetière est Warner Haskell en août 1864. Depuis, sa tombe a été déplacée pour permettre l'agrandissement de l'entrée du cimetière(p36).
Le cimetière national de Beverly est inscrit sur le Registre national des lieux historiques en 1997.

## Inhumations notables
- Aide-soignant d'hôpital de troisième classe, Edward Clyde Benfold (†), récipiendaire de la médaille d'honneur pour son action lors de la guerre de Corée[1](p36),[note 1].

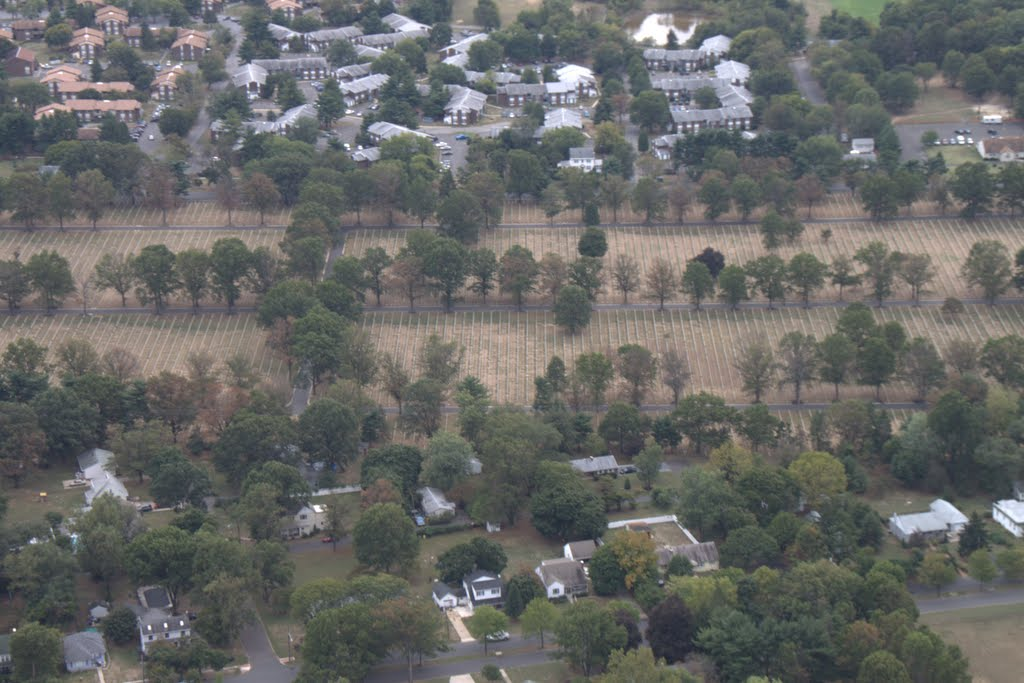
Vue aérienne du cimetière national de Beverly

- Sergent de première classe Nelson Vogel Brittin (†), récipiendaire de la médaille d'honneur pour son action lors de la guerre de Corée[1](p37).
- Soldat de première classe John W. Dutko (†), récipiendaire de la médaille d'honneur pour son action en Italie pendant la seconde guerre mondiale[1](p37).
- Socks Seibold, joueur de la ligue majeure de baseball[2]
- Premier sergent Bernard Strausbaugh, récipiendaire de la médaille d'honneur pour son action lors de la seconde bataille de Petersburg au cours de la guerre de Sécession[3],[1](p39)